# Sweet Country (pel·lícula del 1986)
Sweet Country  (títol original: Γλυκειά πατρίδα; Glykeia Patrida) és una pel·lícula grega dirigida per Michael Cacoyannis i estrenada l'any 1986. Basada en la novel·la homònima de Caroline Richards.

## Argument
A Nova York, Anna i Paul es troben en el moment de la projecció d'un documental sobre Xile. Els retrobaments recorden els anys 1970 a Anna que va viure a Xile durant la dictadura de Pinochet: Un cop d'estat militar ha paralitzat a la ciutat. Ben i Ana viuen aquests tràgics moments, dels quals Ana surt danyada emocionalment. Els seus amics comuns han estat arrestats, perseguits i degradats. Ana coneix a Paul i junts creen un grup per ajudar a fugir a les víctimes de les brutals forces de el “ordre”. Eva i la seva família volen sortir del país i Paul i Ana els preparen la fugida. Tot està previst. Per la part de darrere del jardí, es dirigeixen a l'escala de mà que està recolzada en el mur... Paul ha desaparegut sense previ avís, Ana sospita...

## Repartiment
- Jane Alexander
- John Cullum
- Carole Laure
- Franco Nero
- Joanna Pettet
- Randy Quaid
- Irene Papàs
- Jean Pierre Aumont
- Pierre Vaneck
- Katia Dandoulaki